# Merlot
El merlot és una varietat de cep negra, productiva i de brot primerenc. El gotim de merlot és cilíndric, petit i poc dens. El gra és menut, de pell gruixuda, polpa dolça i color negre blavós. Pertany a la mateixa família que els cabernet: carbernet franc i cabernet sauvignon. El nom prové del diminutiu francès de merla probablement per la similitud amb el seu plomatge negre.
El vi varietal de merlot es caracteritza per la seva finor i suavitat sense deixar de ser aromàtic i carnós. És de color robí molt intens, de graduació mitjana i envelleix ràpidament sense perdre qualitat. Es complementa bé en cupatges amb garnatxa per a vins joves, i amb cabernet sauvignon, boval o ull de llebre per a criança. Produeix bons vins rosats.
El merlot és originari de la regió de Bordeus, on és la varietat més conreada. S'utilitza sobretot en l'elaboració del medoc, un bordeus negre de la regió de Médoc. També és la varietat de raïms negre més conreada a Vèneto i s'utilitza en l'elaboració de molts vins del nord d'Itàlia. Darrerament s'ha incrementat molt la producció de vi varietal de merlot a Califòrnia. S'ha convertit en una varietat internacional, la segona varietat negre més estesa després del cabernet sauvignon, utilitzada sobretot com a varietat millorant en els cupatges per aportar suavitat i equilibri.
El merlot s'ha adaptat bé al clima mediterrani, en zones sense gelades de primavera. És una de les varietats autoritzades pels vins negres de:
- Catalunya: DO Alella, DO Catalunya, DO Conca de Barberà, DO Costers del Segre, DO Pla de Bages, DO Montsant, DO Penedès, DOQ Priorat i DO Tarragona.
- Illes Balears: DO Binissalem i DO Pla i Llevant.
- País Valencià: DO Utiel-Requena i DO València